# آل فريد (حبيل جبر)

تعديل مصدري - تعديل

ال فريد هي إحدى قرى عزلة حبيل جبر بمديرية حبيل جبر التابعة لمحافظة لحج، بلغ تعداد سكانها 334 نسمة حسب تعداد اليمن لعام 2004.